# Athena & Robikerottsu
Athena & Robikerottsu (アテナ&ロビケロッツ), est un groupe de J-pop provisoire du Hello! Project créé le temps de deux singles sortis en 2007 et 2008, dont les chansons servent de génériques à la série anime Robby & Kerobby. Il est constitué de quatre idoles japonaises membres en parallèles des groupes Morning Musume et Cute, dont Risa Niigaki, seiyū (doubleuse) du personnage Athena de la série.

## Membres
- Risa Niigaki (de Morning Musume)
- Aika Mitsui (de Morning Musume)
- Saki Nakajima (de Cute)
- Chisato Okai (de Cute)

## Singles
- 2007.11.14 : Shōri no Big Wave!!!
- 2008.02.14 : Seishun! Love Lunch